# Информационное неравенство (математическая статистика)
Информационное неравенство (математическая статистика) — неравенство для несмещённой оценки с локально минимальной дисперсией, задающее нижнюю границу для величины дисперсии этой оценки. Играет важную роль в теории асимптотически эффективных оценок.

## Формулировка
Обозначим {\displaystyle X} — данные наблюдений, {\displaystyle \theta } — оцениваемый на их основе параметр, {\displaystyle p(X,\theta )} — условная плотность вероятности распределения, информацию Фишера как {\displaystyle I(\theta )=E\left[{\frac {\partial }{\partial \theta }}\ln p(X,\theta )\right]^{2}}. Пусть {\displaystyle I(\theta )>0}, {\displaystyle \delta } — любая статистика с {\displaystyle E_{\theta }(\delta ^{2})<\infty }, для которой производная по {\displaystyle \theta } от математического ожидания {\displaystyle E_{\theta }(\delta )=\int \delta p_{\theta }d\mu } существует и может быть получена дифференцированием под знаком интеграла. Тогда справедливо информационное неравенство: {\displaystyle D_{\theta }(\delta )\geqslant {\frac {\left[{\frac {\partial }{\partial \theta }}E_{\theta }(\delta )\right]^{2}}{I(\theta )}}}.